# 周嘉謨
周 嘉謨（しゅう かぼ、1546年 - 1629年）は、明代の官僚。字は明卿。本貫は漢陽府漢川県。

## 生涯
1571年（隆慶5年）、進士に及第した。戸部主事に任じられ、韶州府知府として出向した。
1582年（万暦10年）、嘉謨は四川副使に転じ、瀘州を分巡した。楊騰霄の罪状を追及して、死刑に処した。1585年（万暦13年）、建武守禦千戸の兵が四川総兵官の沈思学の役所を焼き討ちすると、嘉謨は単身で乗り込んで兵を説得し、秩序を回復した。ほどなく白草番を帰順させ、邛州・灌県の兵を監督した。後に四川按察使に進んだが、病のため辞職して帰郷した。長らくを経て、再び按察使として起用された。徴税使の丘乗雲による収奪が苛斂誅求をきわめ、逮捕される者が相次いだ。嘉謨は部下に命じてこれを止めさせ、残虐行為に加担した者を責め殺した。
嘉謨は四川左布政使に転じた。1608年（万暦36年）、右副都御史に抜擢され、雲南巡撫をつとめた。1610年（万暦38年）、隴川宣撫の多安民がタウングー王朝を頼みに反乱を起こし、蛮湾に拠った。嘉謨は多安民を討って捕らえ、その弟の多安靖を隴川宣撫に立てて凱旋した。1612年（万暦40年）、雲南巡撫のまま兵部右侍郎に進んだ。黔国公沐昌祚が民田8000頃あまりを侵奪したため、嘉謨は沐昌祚を弾劾した。またその孫の沐啓元の罪を弾劾した。1615年（万暦43年）、督両広軍務・兼広東巡撫に転じた。成績考査の時期を満了すると、右都御史の任を加えられた。ときに広西の土司の首長がベトナムの兵を引き入れて侵犯させ、明の官軍がこれを撃退した。嘉謨は兵を増員して戍を設置した。南海・三水・高要・四会・高明の諸邑で洪水が起こり、堤防を破壊したので、嘉謨は贖罪金を集めて堤防を修築した。
1616年（万暦44年）、南京戸部尚書となった。1619年（万暦47年）7月、工部尚書に任じられた。孝定太后の喪にあたって、内廷費から支出されず、国費を消耗することを批判したが、聞き入れられなかった。1620年（万暦48年）6月、吏部尚書に転じた。
7月、万暦帝が死去した。8月1日、泰昌帝が即位した。鄭貴妃は乾清宮に拠って、皇太后に立てられるべく運動していた。嘉謨は楊漣・左光斗らの言に従って、鄭貴妃の甥の鄭養性に利害を説き、鄭貴妃を慈寧宮に移させた。外廷の官僚たちは鄭貴妃の進上した侍姫8人のために泰昌帝が病気にかかったと噂した。26日、嘉謨は召しにより泰昌帝の謁見を受け、外廷の世論を伝えた。泰昌帝は皇長子朱由校に命じて風聞を信じないよう外廷の官僚たちを説得させた。29日、泰昌帝の病は重篤となり、嘉謨は大学士の方従哲・劉一燝・韓爌らとともに宮中に入って遺命を受けた。この日の夕刻に泰昌帝は死去した。9月1日、廷臣たちは李選侍が宮中で専制するのを憂慮して、乾清宮に入って皇長子朱由校を担ぎだし、慈慶宮に身柄を移した。大臣たちと協議して朱由校の9月6日の即位を決定した。李選侍はなお乾清宮にあって、朱由校との同居を求めていたので、嘉謨は李選侍の移宮を提案し、楊漣・左光斗の賛同を得た。5日、李選侍は乾清宮から仁寿殿に身柄を移された。
ときに首輔の方従哲は優柔不断であり、劉一燝と韓爌は新たに入閣したばかりであったことから、嘉謨は朝政の議論を取り仕切り、宮中からも外廷からも頼りにされた。嘉謨は吏部にあって万暦末年に朝政を乱した斉・楚・浙三党の人士たちを引退に追い込み、人事を刷新した。虚飾の多い四六駢儷文を官僚の文章から排除し、守・才・心・政・年・貌の六事で官僚を評価するよう請願した。
1621年（天啓元年）、御史の賈継春が罪を得て、その同官の張慎言と高弘図が賈継春を弁護する上疏をおこなったことから、天啓帝はかれらをそろって処罰しようとした。嘉謨らが弁護につとめたため、張慎言と高弘図は俸給を剥奪されるにとどまった。朱欽相と倪思輝が左遷されたときも、嘉謨はかれらを弁護する上疏をおこなった。給事中の霍維華が魏忠賢の意を受けて王安を弾劾して死なせた。嘉謨はこれを憎んで、霍維華を外任に出向させた。魏忠賢は給事中の孫傑を使嗾して嘉謨を弾劾させた。嘉謨が退官を願い出ると、魏忠賢は帝の旨と偽ってこれを許可した。大学士の葉向高らが嘉謨の慰留を請願したが、聞き入れられなかった。1622年（天啓2年）、広寧が後金軍の進攻により陥落すると、嘉謨は兵部尚書の張鶴鳴を弾劾する上疏をおこなった。1625年（天啓5年）秋、嘉謨は閹党の周維持により事実を曲げて王安を擁護したと弾劾され、官籍から削られた。
1628年（崇禎元年）、推薦を受けて南京吏部尚書として起用され、太子太保の位を加えられた。1629年（崇禎2年）、在官のまま死去した、享年は84。少保の位を追贈された。